# Megachile lyndenburgiana
Megachile lyndenburgiana là một loài Hymenoptera trong họ Megachilidae. Loài này được Strand mô tả khoa học năm 1911.